# پسر بومی (فیلم ۱۹۸۶)
پسر بومی (به انگلیسی: Native Son) فیلمی محصول سال ۱۹۸۶ و به کارگردانی جرنولد فریدمن است. در این فیلم بازیگرانی همچون کارول بیکر، مت دیلون، اپرا وینفری، الیزابت مک‌گاورن، جرالدین پیج، جان مک‌مارتین، آرت ایوانز و وینگ ریمز ایفای نقش کرده‌اند. این فیلم براساس کتابی به همین نام نوشته ریچارد رایت ساخته شده‌است.